# 星の荘
星の荘（ほしのそう）は兵庫県宝塚市の地名。郵便番号は、665-0866。

## 概要
星の荘は1954年まで宝塚町の一部であったが1954年4月1日に宝塚市の一部となった。

## 世帯数と人口
2022年（令和4年）7月31日現在の世帯数と人口は以下の通りである。
| 町丁   | 世帯数  | 人口    |
| ------ | ------- | ------- |
| 星の荘 | 735世帯 | 1,432人 |

## 小・中学校の学区
市立小・中学校に通う場合、学区は以下の通りとなる。
| 番地   | 小学校             | 中学校             |
| ------ | ------------------ | ------------------ |
| 星の荘 | 宝塚市立小浜小学校 | 宝塚市立宝塚中学校 |

## 施設
- 宝塚寿郵便局